# سيلينة شارهة للحديد
السيلينة الشارهة للحديد (باللاتينية: Silene siderophila) نوع نباتي يتبع جنس السيلينة من الفصيلة القرنفلية.

## الموئل والانتشار
موطنها بلاد الشام.